# Tugby
Tugby – wieś w Anglii, w Leicestershire. W 1961 roku civil parish liczyła 220 mieszkańców. Tugby jest wspomniana w Domesday Book (1086) jako Tochebi.